# Only Happy When It Rains
Singles de Garbage
Subhuman
(1995) Queer
(1995)
Clip vidéo
[vidéo] « Only Happy When It Rains », sur YouTube
Only Happy When It Rains est une chanson de 1995, écrite, enregistrée et produite par le groupe de rock alternatif Garbage. Elle figure sur leur premier album, Garbage dont elle est extraite en single le 18 septembre 1995.
Le clip vidéo a été réalisé par Samuel Bayer et diffusé pour la première fois en février 1996.

## Classements hebdomadaires
| Classement (1995/1996)                | Meilleure place |
| ------------------------------------- | --------------- |
| Australie (ARIA)                      | 80              |
| Canada (RPM 100 Singles)              | 79              |
| Canada (RPM Rock/Alternative Singles) | 11              |
| Écosse (OCC)                          | 27              |
| États-Unis (Billboard Hot 100)        | 55              |
| États-Unis (Alternative Songs)        | 16              |
| Nouvelle-Zélande (RMNZ)               | 38              |
| Pays-Bas (Nederlandse Top 40)         | 34              |
| Pays-Bas (Single Top 100)             | 36              |
| Royaume-Uni (UK Singles Chart)        | 29              |
| Royaume-Uni (UK Rock and Metal Chart) | 2               |